# Тенорио, Анхела
Анхела Тенорио — эквадорская легкоатлетка, специализируется в беге на короткие дистанции.
Выступает на соревнованиях с 2013 года. На чемпионате мира среди юношей 2013 года заняла 2-е место в беге на 200 метров и 3-е место на дистанции 100 метров. Выступала в беге на 100 метров на чемпионате мира в Москве, но не смогла выйти в полуфинал.
Сезон 2014 года начала с выступления на южноамериканских играх, где выиграла серебряные медали на дистанциях 100 и 200 метров. Серебряная призёрка чемпионата мира среди юниоров 2014 года в беге на 100 метров.
Выступает за спортивное сообщество провинции Пичинча — Concentración Deportiva de Pichincha.